# Göran Gustafsson (religionssociolog)
Sven Göran Gustafsson, född 28 oktober 1936 i Varberg, död 16 juli 2018, var en svensk professor i religionssociologi vid Lunds universitet.
Gustafsson, som var son till murare Allan Gustafsson och Valborg Svensén, blev filosofie kandidat vid Lunds universitet 1960, filosofie licentiat 1968 och filosofie doktor i sociologi 1975. Han innehade diverse förordnanden vid Lunds universitet 1960–1977, var universitetslektor vid socialhögskolan i Lund 1971–1977 och blev professor i religionssociologi i Lund (riksprofessur) 1978. Riksprofessuren övergick i en lokal professur 1987. Gustafsson var medlem i Svenska kyrkans forskningsråd. Han var föreståndare för Religionssociologiska institutet i Stockholm 1982–1989, dekanus för teologiska fakulteten vid Lunds universitet 1984–1990 och blev teologie hedersdoktor 1992.